# آلبرت زاوئر
آلبرت زاوئر (به آلمانی: Albert Sauer) (۱۷ اوت ۱۸۹۸ – ۳ مه ۱۹۴۵) از فرماندهان آلمانی اردوگاه کار اجباری ماوتهاوزن یود.

## زندگی‌نامه
زاوئر که به عنوان نجار آموزش دیده بود، در سال ۱۹۳۱ به عضویت حزب ناسیونال سوسیالیست کارگران آلمان و اس‌اس درآمد. پس از یک دوره بیکاری، وی به عنوان یک کارمند تمام وقت اس‌اس مشغول به کار شد.
به عنوان دستیار تئودور آیکه در سازمان بازرسی اردوگاه‌های کار اجباری، ماه آوریل ۱۹۳۵ به یگان نگهبانی اس‌اس (Wachtruppe) در اردوگاه کار اجباری اورانینبورگ منتقل شد. از ۱ آوریل ۱۹۳۶، فرمانده قرارگاه کار اجباری بت سولزا بود. میان ۱ اوت ۱۹۳۷ و اواسط سال ۱۹۳۸، زاوئر در زاخسنهاوزن دومین شوتزهافت‌لاگرفورر بود و از این رو عضوی از اس‌اس-توتنکوف‌ورباند به‌شمار می‌رفت. در دوره میان ۱ اوت ۱۹۳۸ و ۱ آوریل ۱۹۳۹، رسماً به عنوان فرمانده معدن سنگ وینرگرابن، که در آن از زندانیان اردوگاه ماوتهاوزن بهره گرفته می‌شد، گماشته شد. به دلیل سهل‌انگاری و ملایمت بیش از حد با زندانیان اردوگاه، زاوئر ماه آوریل ۱۹۳۹ از خدمت اردوگاه برکنار شد.
در ۹ فوریه ۱۹۳۹، اس‌اس-اشتورمبانفورر فرانتس تسیرایس به عنوان فرمانده قرارگاه جای او را گرفت.
از سپتامبر ۱۹۴۲ تا آوریل ۱۹۴۳، زاوئر دوباره به عنوان فرمانده در زاخسنهاوزن مشغول به کار شد. در ۱۹۴۳، سوئر در برچیده شدن گتو ریگا نقش داشت. بعدها به‌طور موقت فرمانده اردوگاه کار اجباری کایزروالد بود که در ژوئیه ۱۹۴۴ تخلیه شد. این عملیات در سپتامبر ۱۹۴۴ به پایان رسید. وی بر اثر زخم‌های دریافتی در فالکنزی در ۳ مه ۱۹۴۵ درگذشت.